# Zeebo Extreme Corrida Aérea
Zeebo Extreme Corrida Aérea é um jogo eletrônico do console Zeebo.
O jogo foi lançado custando 1490 Z-Credits(o equivalente a R$14,90), mas no dia 19 de Março de 2010, o preço abaixou para 990 Z-Credits(o equivalente a R$9,90), devido a uma promoção feita pela Tectoy.

## Jogabilidade
Em Zeebo Extreme Corrida Aérea o jogador escolhe um dos quatro pilotos disponíveis (dois homens e duas mulheres); em seguida o jogador terá de escolher entre três pistas, cada uma com nível de dificuldade própria. A dificuldade do jogo pode ser mudada ao se acessar o menu "Opções" na tela título do jogo.
Os aspectos gerais (número de personagens e de pistas) são os mesmos de Zeebo Extreme Rolimã, porém a jogabilidade é totalmente diferente. Agora o jogador controla aviões e podem fazer acrobacias no ar, passar por cavernas, e outros obstáculos.

## Pistas
São três pistas, cada uma com dificuldade própria. Porém, diferentemente de seu antecessor, Zeebo Extreme Rolimã, as pistas de Zeebo Extreme Corrida Aérea são anônimas,[carece de fontes?]
- Pista 1

Dificuldade: Fácil
- Pista 2

Dificuldade: Média
- Pista 3

Dificuldade: Difícil